# Poeciloneta bihamata
Poeciloneta bihamata är en spindelart som först beskrevs av James Henry Emerton 1882.  Poeciloneta bihamata ingår i släktet Poeciloneta, och familjen täckvävarspindlar. Inga underarter finns listade i Catalogue of Life.